# 比薩省
比薩省 （義大利語：Provincia di Pisa）是意大利托斯卡纳大区的一個省。面積2,448平方公里，2004年人口394,101人。首府比薩。著名的比薩斜塔就位於比薩。歷史上伊特鲁里亚人和腓尼基人曾在該省境內活動。
下分37市鎮。